# 富士見 (千代田区)
富士見（ふじみ）は、東京都千代田区の地名。現行行政地名は富士見一丁目および富士見二丁目。住居表示実施済み区域である。
なお、千代田区では富士見一丁目に富士見出張所を設け、富士見・飯田橋・九段の全町域および千代田（皇居）・北の丸公園・一ツ橋一丁目を管内として「富士見地域」と呼んでいる。

## 地理
千代田（皇居）の北西部に位置する。北西部から西部一帯は外堀を境に新宿区神楽坂・同区市谷田町・同区市谷船河原町にそれぞれ接する。北東部から東部は千代田区飯田橋に、南部は千代田区九段北に接する。町域内には大学や高等学校、専門学校など文教施設が多く集まっている。二丁目には大型の病院も複数見られる。他に町域内には商業地および住宅地が混在している。南東部が富士見一丁目、北西部が富士見二丁目に当たる。法政大学の裏側（富士見坂）- 白百合学園 - 靖国神社の道路は、朝鮮総聯本部が近くにあるため、警察官が数人終日配備されている。

### 地価
住宅地の地価は、2025年（令和7年）1月1日の公示地価によれば、富士見1-4-12の地点で197万円/m2となっている。

## 歴史

### 地名の由来
地名は、1869年に最初に設定された場所、すなわち九段坂上の三番町馬場・武家地・火除地（田安門から現在の靖国神社外苑、九段南二丁目周辺）を貫く三番町通（現靖国通り）が、西方つきあたりに富士山がよく見えることから「富士見通り」と呼ばれていたことに由来する。また法政大学の裏側にある富士見坂も1873年に拡張された町域内にある。ここも富士山がよく見えたことによる地名だが、現在では高層建造物が密集しており、富士山を見ることはできない。
富士見町の名称は、1869年に九段（坂）上に初めて命名され、1873年3月に旧三番町の一部、旧四番町（表四番町・裏四番町・土手四番町）を含めて六丁目まで成立した。震災復興計画で靖国通りが拡幅整備されたのに伴い、沿線に「九段」の町名が新設され、1933年7月1日に一丁目は九段二丁目・（新）)三番町、三丁目は九段三丁目（現九段北三丁目）に改編された。
戦後の町名改編で、靖国神社の境内北辺から牛込見附・新見附をコーナーとする区域に改めて富士見一、二丁目が設置された。1933年から靖国通りに面する富士見町が消え、丁目の区画も戦前の富士見町とは異なるので、古い資料を考証するときには注意が必要である。

### 町名の変遷
| 実施後       | 実施年月日    | 実施前（特記なければ各町名ともその一部）             |
| ------------ | ------------- | ---------------------------------------------------- |
| 富士見一丁目 | 1966年10月1日 | 富士見町一丁目、飯田町一丁目                         |
| 富士見二丁目 | 1966年10月1日 | 富士見町三丁目（全域）、富士見町二丁目、飯田町二丁目 |

### 再開発
2010年前後に相次いで再開発が行われ、飯田橋駅周辺で病院や低層住宅が建ち並んでいた一部の地域が高層ビル化された。
| 再開発前                            | 再開発後               | 主幹事業者 | 完了年 |
| ----------------------------------- | ---------------------- | ---------- | ------ |
| 低層住宅 等                         | 飯田橋プラーノ         | 野村不動産 | 2009年 |
| 東京警察病院看護専門学校 等         | 角川第3本社ビル 等     | 住友不動産 | 2011年 |
| 東京警察病院・飯田橋郵便局兼宿舎 等 | 飯田橋グラン・ブルーム | 三井不動産 | 2015年 |

なお、今後も、飯田橋駅中央地区(「飯田橋四丁目8番9番」および「富士見二丁目6番5番の一部」)について、再開発準備組合が2015年（平成27年）9月に設立され、飯田橋駅中央地区市街地再開発組合（仮名）として令和5年度以降設立したうえで「飯田橋駅中央地区第一種市街地再開発事業」として、野村不動産が一体開発する予定がある。

## 世帯数と人口
2025年（令和7年）3月1日現在（千代田区発表）の世帯数と人口は以下の通りである。
| 丁目         | 世帯数    | 人口    |
| ------------ | --------- | ------- |
| 富士見一丁目 | 516世帯   | 1,103人 |
| 富士見二丁目 | 1,622世帯 | 3,230人 |
| 計           | 2,138世帯 | 4,333人 |

### 人口の変遷
国勢調査による人口の推移。
| 年                 | 人口  |
| ------------------ | ----- |
| 1995年（平成7年）  | 2,159 |
| 2000年（平成12年） | 2,342 |
| 2005年（平成17年） | 2,204 |
| 2010年（平成22年） | 2,758 |
| 2015年（平成27年） | 4,148 |
| 2020年（令和2年）  | 4,456 |

### 世帯数の変遷
国勢調査による世帯数の推移。
| 年                 | 世帯数 |
| ------------------ | ------ |
| 1995年（平成7年）  | 1,096  |
| 2000年（平成12年） | 1,277  |
| 2005年（平成17年） | 1,267  |
| 2010年（平成22年） | 1,572  |
| 2015年（平成27年） | 2,140  |
| 2020年（令和2年）  | 2,158  |

## 学区
区立小・中学校に通う場合、学区は以下の通りとなる（2017年8月現在）。なお、千代田区の中学校では学校選択制度を導入しており、区内全域から選択することが可能。
- 区域 : 一丁目、二丁目　各全域
  - 小学校 : 千代田区立富士見小学校
  - 中学校 : 千代田区立麹町中学校 または 千代田区立神田一橋中学校

## 交通
町域内を早稲田通りと大神宮通りが通っている。町域内に鉄道駅はないが、町域北東側では飯田橋駅が（北東端は駅出口が至近にある）、北西側では市ケ谷駅が、南部では九段下駅がそれぞれ利用可能である。

## 事業所
2021年（令和3年）現在の経済センサス調査による事業所数と従業員数は以下の通りである。
| 丁目         | 事業所数  | 従業員数 |
| ------------ | --------- | -------- |
| 富士見一丁目 | 194事業所 | 3,701人  |
| 富士見二丁目 | 407事業所 | 17,127人 |
| 計           | 601事業所 | 20,828人 |

### 事業者数の変遷
経済センサスによる事業所数の推移。
| 年                 | 事業者数 |
| ------------------ | -------- |
| 2016年（平成28年） | 451      |
| 2021年（令和3年）  | 601      |

### 従業員数の変遷
経済センサスによる従業員数の推移。
| 年                 | 従業員数 |
| ------------------ | -------- |
| 2016年（平成28年） | 17,198   |
| 2021年（令和3年）  | 20,828   |

## 施設

### 富士見一丁目
- 日本歯科大学歯学部本館（病院は富士見二丁目）
- 暁星学園（暁星中学校・高等学校、小学校、幼稚園） - 2012年まで同小学校向かいにリセ・フランコ＝ジャポネ・ド・東京があった。
- 千代田区立富士見小学校
- 千代田区立九段中等教育学校（富士見校地）
- カトリックマリア会日本地区本部
- 東ティモール大使館
- フィリピン大使公邸
- 東京ルーテルセンター教会 - かつての日本神学校校舎で、1937年に長谷部鋭吉の設計により建てられた。日本基督教会の本部事務所も置かれていた[19][20]。

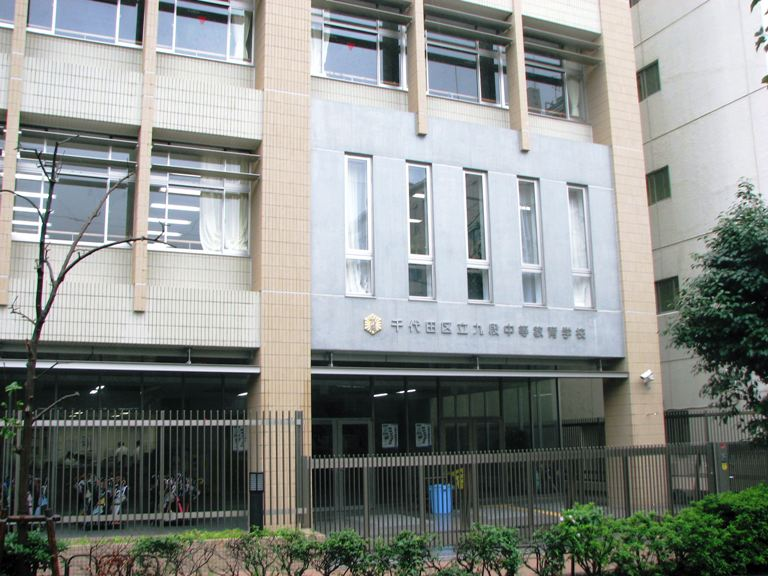
千代田区立九段中等教育学校
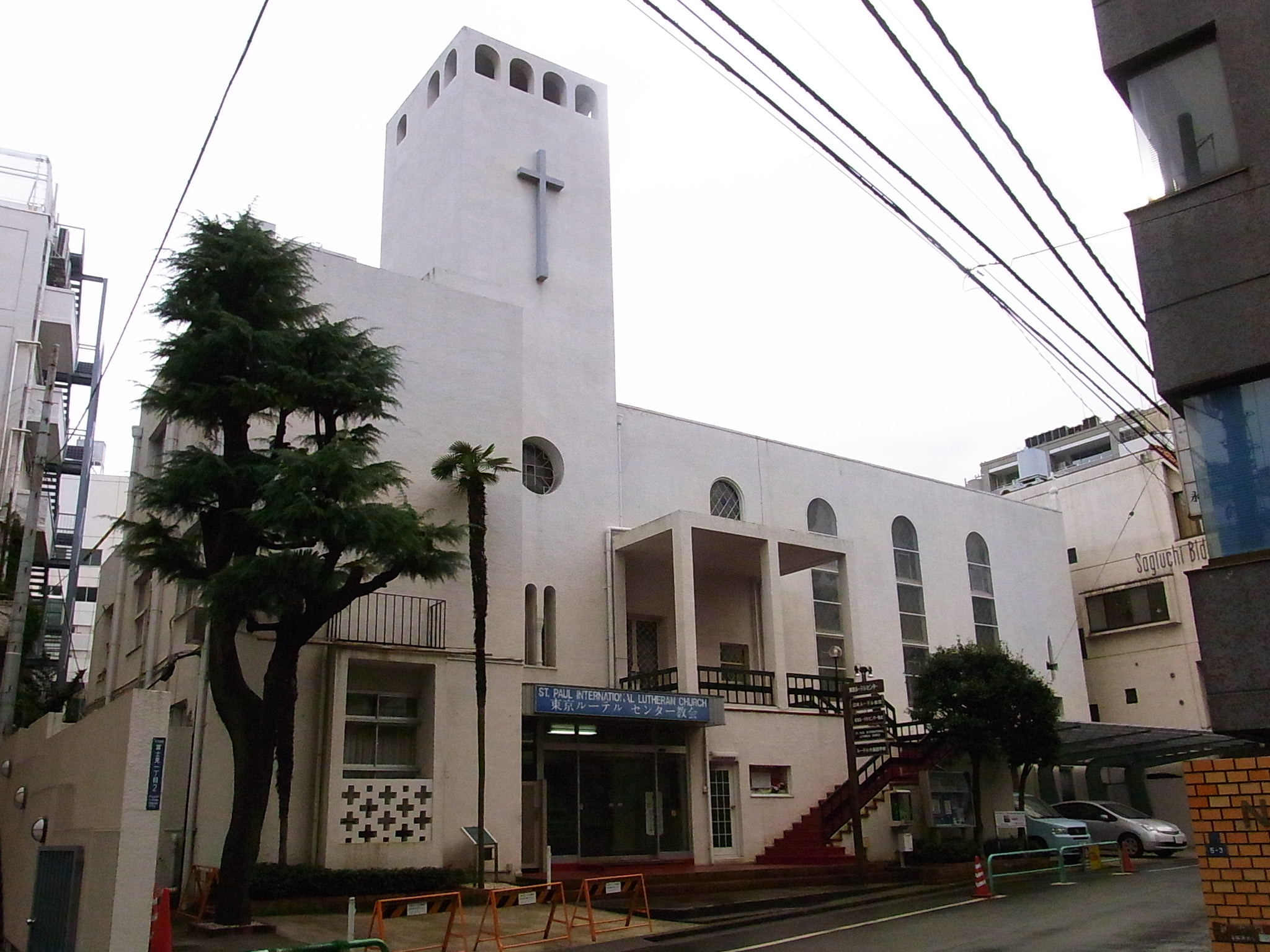
東京ルーテルセンター教会

### 富士見二丁目
- 富士見坂
- 幽霊坂
- 蛙原（かえるばら） - 法政大学体育館（旧嘉悦女子中学・高校校地）と郵政宿舎・朝鮮総聯本部の間の道路。人通りも少ないのに、江戸時代からなぜかこの部分だけ広くなっていた。付近に怪談話の一つ「吉田御殿」の旧地があったという。
- 法政大学本部・市ケ谷キャンパス - ボアソナード・タワーなど主要な建物が所在
- 日本歯科大学附属病院
- 日本歯科大学東京短期大学
- 東京理科大学富士見校舎（経営学部）
- 専門学校ファッションカレッジ桜丘1号館 2号館
- 東京大神宮
- 研究社
- 東京逓信病院
- 在日本朝鮮人総聯合会（朝鮮総聯）中央本部
- 飯田橋プラーノ
- 千代田区立外濠公園 - 桜並木があり、シーズンは花見客で賑わう
- 飯田橋グラン・ブルーム
  - 前田建設工業本社 - 再開発前までは同地に自社ビルを持っていたが、2011年に神田猿楽町へ移転。2014年のグラン・ブルーム完成に合わせてこの地に戻ってきている。
  - 石原産業東京オフィス - 再開発前までは同地に自社ビルを持っていたが、2011年に文京区後楽へ移転。2016年7月にグラン・ブルームに入居する形でこの地に戻ってきている。
  - IIJ本社
  - 飯田橋サクラテラス
  - パークコート千代田富士見ザ・タワー
  - 飯田橋郵便局 - 再開発前まで同地に局舎が存在。現在はテナントとして存在。
  - 日本キリスト教団富士見町教会- 再開発前まで同地に存在。再開発で立て直しをした。
- KADOKAWA本社
  - 同社の出版ブランドの一つである富士見書房の名は、本社がある富士見に由来する。

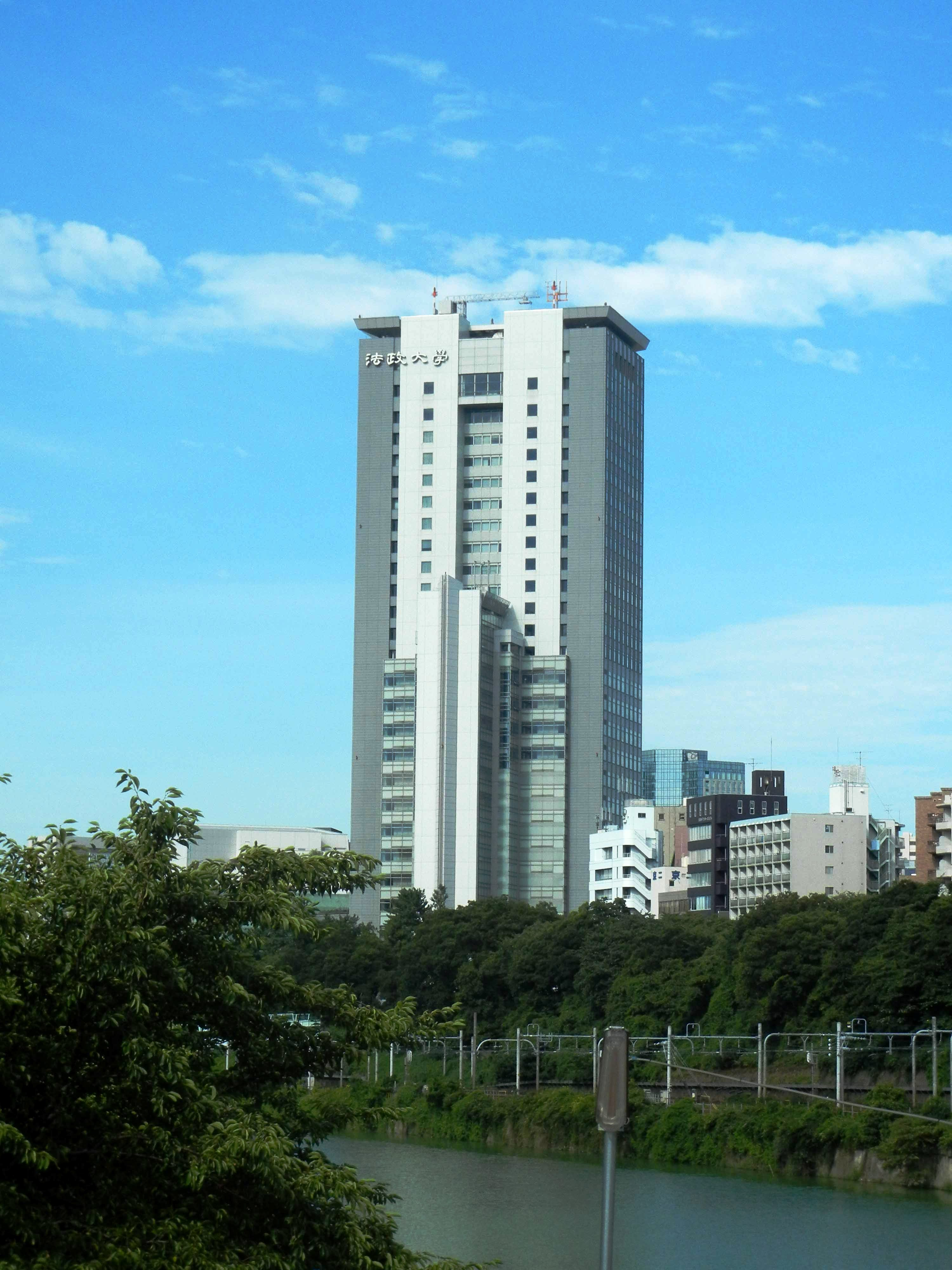
法政大学ボアソナード・タワー
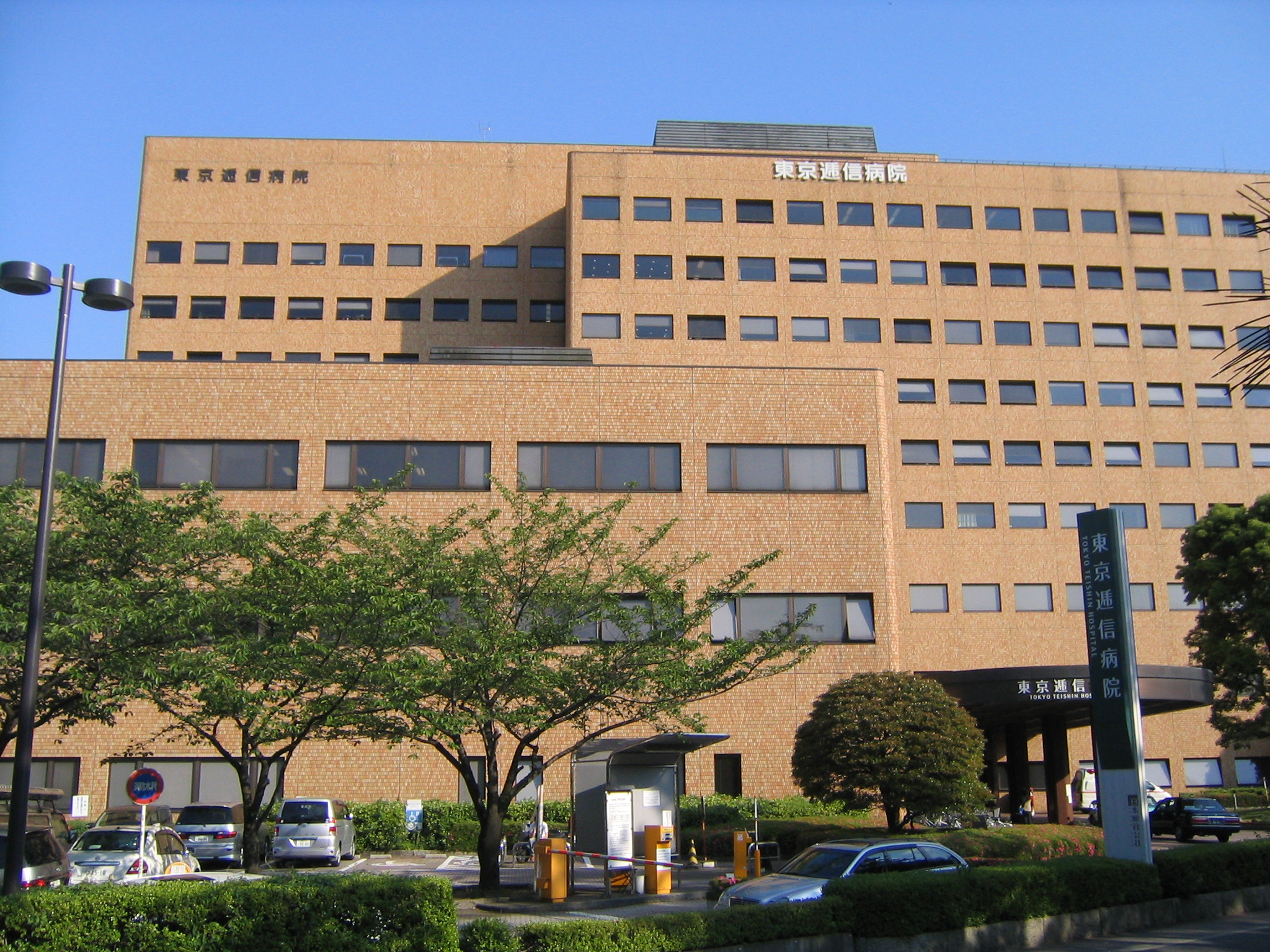
東京逓信病院
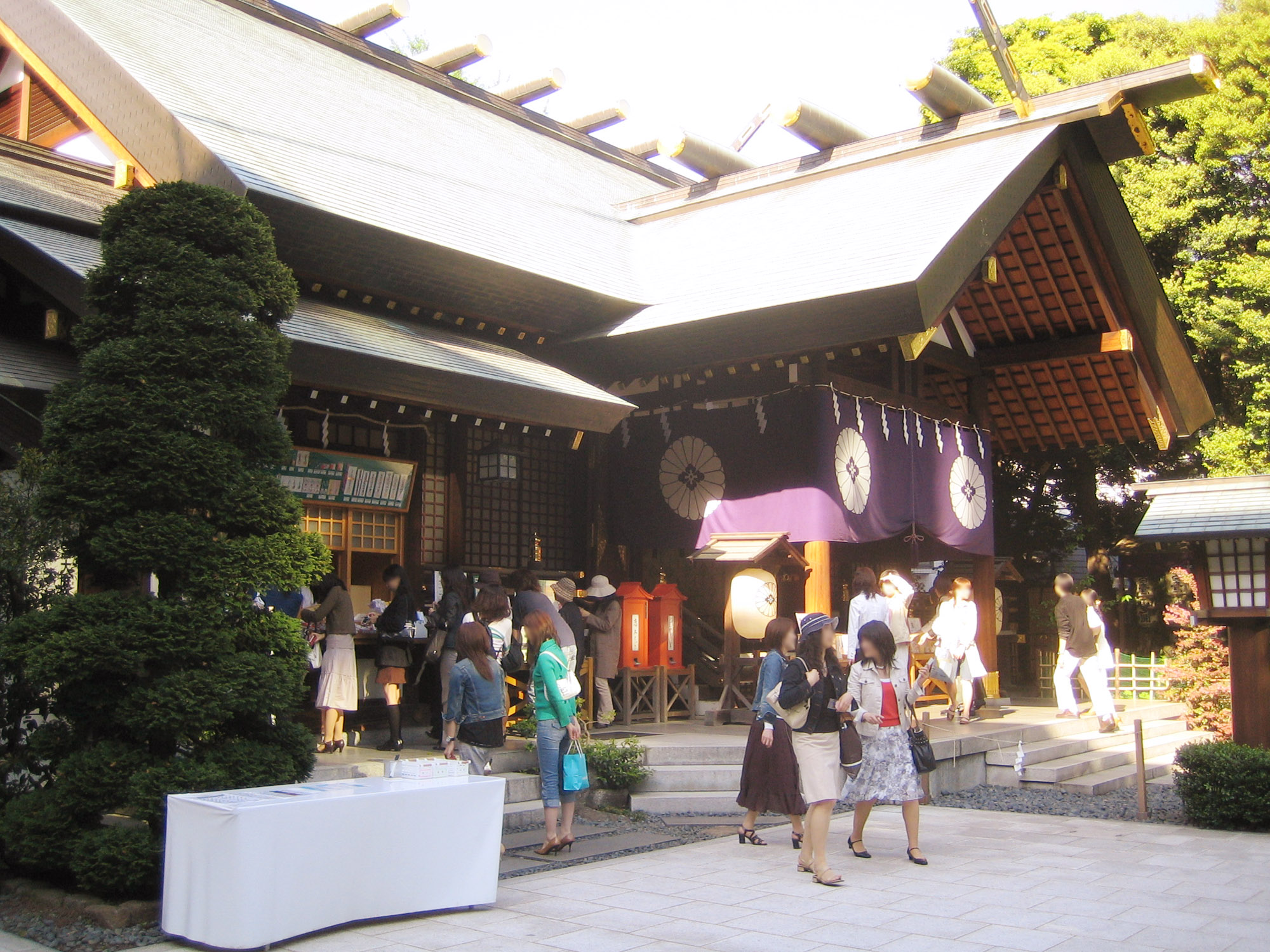
東京大神宮
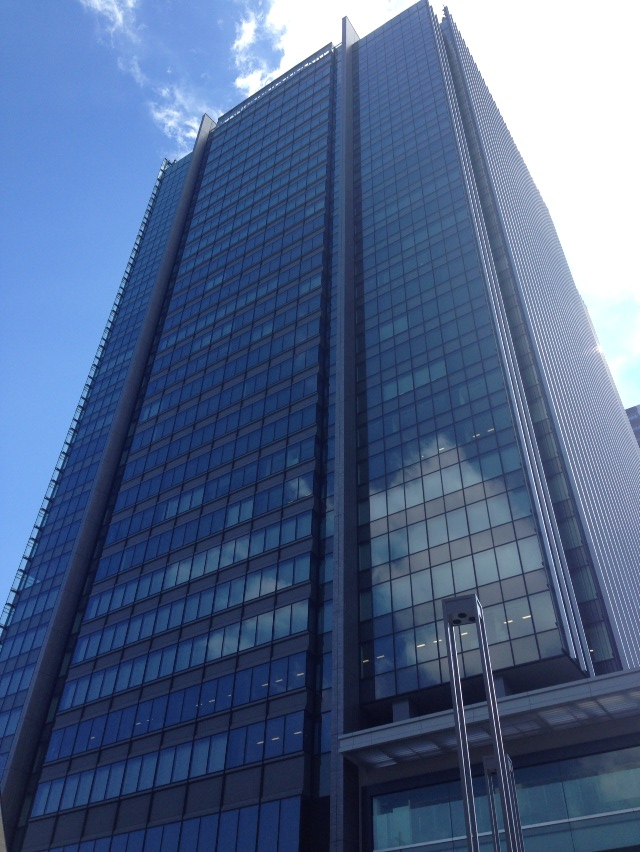
飯田橋グラン・ブルーム
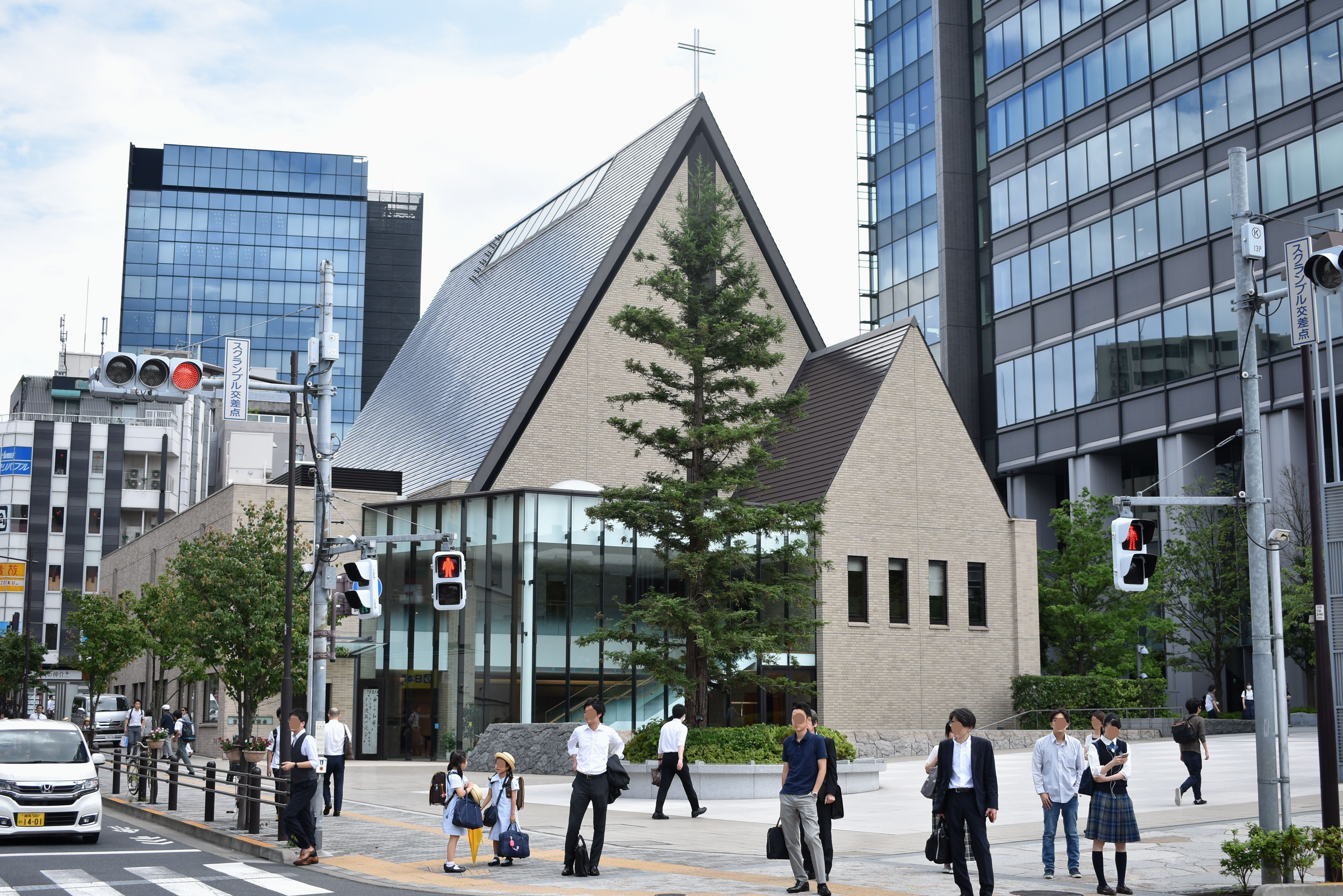
富士見町教会
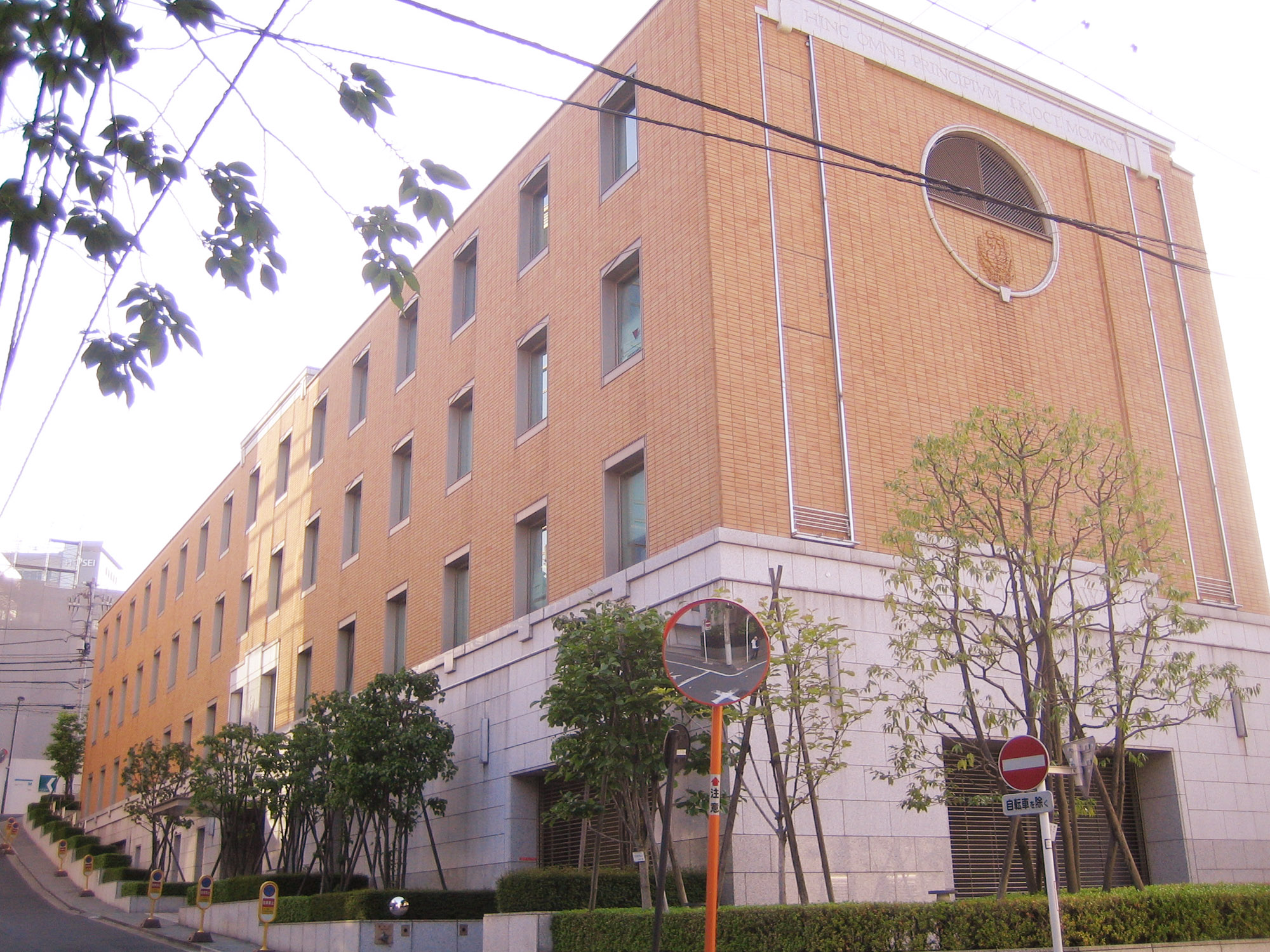
KADOKAWA本社

## 旧跡
- 福島藩上屋敷 - 富士見2丁目14番23号の東京逓信病院がある場所。同病院敷地は上屋敷時代からほぼそのままの形で残る。
- 山階宮邸 - 現富士見2丁目14番に所在。靖国神社遊就館の裏手に向かう角に正門があった。戦後は郵政省宿舎（常盤寮）となる。ここで育った山階宮菊麿王の三男筑波藤麿は、戦後靖国神社宮司となる。
- 牛込駅跡 - サクラテラスの向かい側、外壕土手と牛込見附石垣の間に食堂や商店が数軒並ぶところが、旧牛込駅の出入口跡。1928年に牛込駅と飯田町駅が統合されて飯田橋駅となってから閉鎖され、民地となっている。
- 千代田区立九段中学校 - 2006年に東京都立九段高等学校（旧制・市立一中）と統合し千代田区立九段中等教育学校となる。
- 逓信博物館 - 牛込見附内の富士見2丁目（サクラテラス入口付近）にあった。尖塔をもつ古い洋館の中に開設され、前庭に前島密の銅像が立っていた。1964年、大手町に逓信総合博物館が開設されて移転（現在墨田区にある郵政博物館の前身）、銅像は上越市の前島記念館に移された。サクラテラス内にある飯田橋郵便局はその名残。
- 東京警察病院・東京警察病院看護専門学校 - 学校は富士見1丁目、病院は富士見2丁目。2008年に中野区へ移転。
- 武田久吉邸（アーネスト・サトウ） - 富士見2丁目、現法政大学80年館（図書館）。アーネスト・サトウが内妻の武田兼（かね）のために購入し、次男の武田久吉（植物学者・登山家）が引き継いだ。1981年に法政大学が買収し、校舎を建設。武田邸内には、番町皿屋敷の「お菊」を祭ったといわれる稲荷の祠があった。
- 嘉悦学園（中学校・高等学校） - 富士見2丁目にあったが、2006年に江東区有明に移転しかえつ有明中学校・高等学校となった。旧校地は法政大学が買収し、市ヶ谷キャンパス富士見坂校舎となっている。
- リセ・フランコ・ジャポネ・ド・東京 - 2012年に北区へ移転。

福島藩主板倉家定紋 (九曜巴〈くようともえ〉)
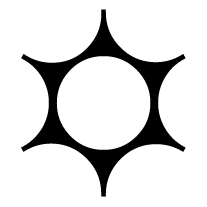
福島藩主板倉家替紋 (鞠挟〈まりばさみ〉)

## その他

### 日本郵便
- 郵便番号 : 102-0071[4]（集配局 : 麹町郵便局[21]）。